# Manganate

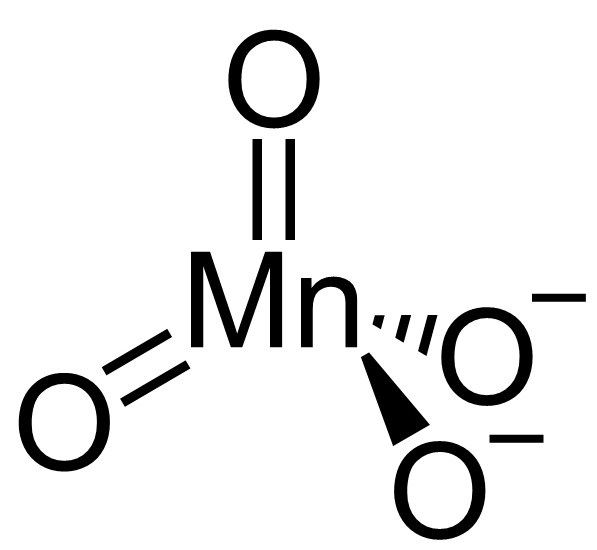
Manganat-Ion

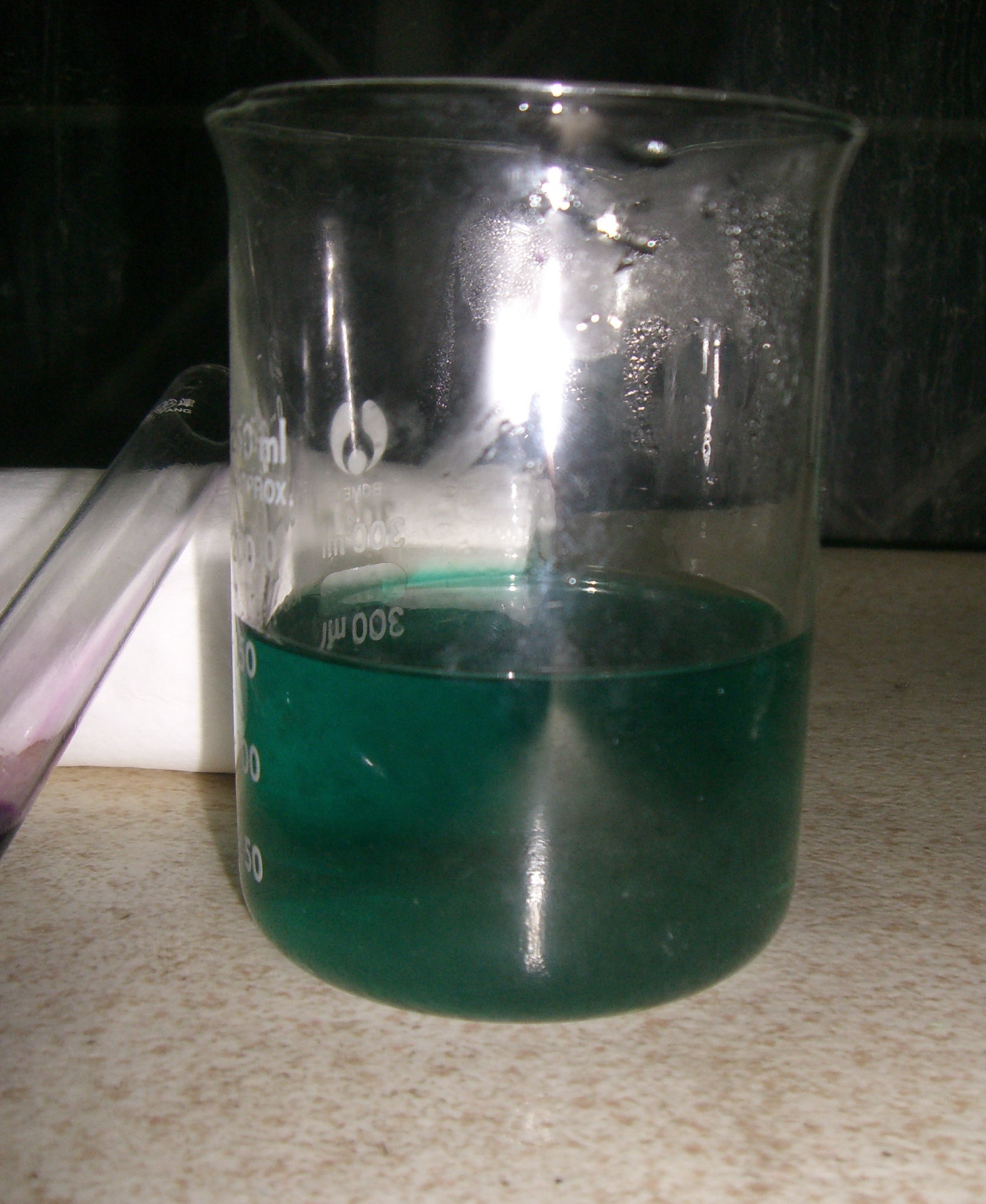
Grüne Farbe des Manganat-Ions

Manganate oder Manganate(VI) sind chemische Verbindungen des Mangans. Es handelt sich um Salze mit dem zweifach negativ geladenen MnO42−-Anion, die sich von der in freier Form unbeständigen Mangansäure (H2MnO4) ableiten. Die Manganat-Ionen sind nur in stark basischer Lösung stabil und paramagnetisch. Lösungen mit Manganat-Ionen erscheinen grün.
Die technische Herstellung erfolgt unter anderem aus Braunstein (MnO2) im stark Alkalischen unter Luftzufuhr (von Oxidationsstufe IV nach VI):
{\displaystyle {\ce {2 MnO2 + O2 + 4 OH^- -> 2 MnO4^2- + 2 H2O}}}
Eine Labordarstellung gelingt durch Oxidationsschmelze aus Mn(II):
{\displaystyle {\ce {Mn^2+ + 2 NO3^- + 2 CO3^2- -> MnO4^2- + 2 NO2^- + 2 CO2}}}

## Verbindungen
- Natriummanganat
- Kaliummanganat
- Bariummanganat